# Dežniček za koktajl
Dežniček za koktajl je majhen dežnik ali sončnik, izdelan iz papirja, kartona, in zobotrebca. Njegov namen je simbolizirati pravi dežnik, uporabljen pa je kot dekorativni element pri serviranju koktajlov, sladic in ostalih jedi ali pijač.

## Opis
Dežniček je izdelan iz papirja, ki ga je mogoče vzorčiti, s kartonskimi rebri. Rebra so narejena iz kartona, da se zagotovi prožnost in možnost, da se lahko dežniček povleče skupaj podobno kot navadni dežnik. Majhni plastični zadrževalni obroč se pogosto namesti na vrh zobotrebca, da se prepreči, da bi se dežnik spontano zložil. Rokav prepognjenega časopisa je nameščen pod ovratnikom ali pod koktajlovim dežnikom in je narejen iz recikliranega papirja bodisi iz Kitajske, Indije ali Japonske.
1. ↑  Bennet, Patrick (2014). »Did you know that all cocktail umbrellas are made out of recycled Chinese...«. WTF Facts. Arhivirano iz prvotnega spletišča dne 21. februarja 2018. Pridobljeno 21. februarja 2018.